# Raymond Belle
Raymond Belle (Huế, Indochina Francesa, 3 de outubro de 1939 - dezembro de 1999) foi um cidadão francês, publicamente reconhecido por sua dedicação para com os desportos e por seu mérito no trabalho como bombeiro. É pai de David Belle.
Nasceu em Huế, na colônia francesa da Indochina (atuais Vietnã, Laos e Camboja), a 3 de outubro de 1939. Sua infância foi caracterizada por situações trágicas e complicadas. Primeiramente, seu pai foi morto no curso da violência que atravessava a Indochina. Em seguida, foi separado da mãe após a divisão do Vietnã em dois países distintos, em 1954, pouco após o fim da Guerra da Indochina.
Raymond Belle, quando se encontrou na guerra deu uso ao seu conhecimento na deslocação nas florestas. Raymond foi sem dúvida um dos primeiros praticantes da arte de deslocação que viria a dar origem ao parkour. Treinou seu filho David com o objetivo de deixar um legado e de este continuar o trabalho.
Com a chegada do exército Francês Raymond Belle voluntaria-se, visando escapar do caos em que estava mergulhada a região. Realizou testes de aptidão em Da Lat, onde recebeu a instrução militar que marcaria indelevelmente sua personalidade e maneira de viver.
Com a queda de Dien Bien Phu, é repatriado para a França terminando a sua instrução militar em 1958.
Aos 19 anos, sua aptidão física mantinha-se excepcional e o seu espírito de voluntariado continuava, desta vez, sob o corpo dos bombeiros sapadores de Paris.
Raymond foi um atleta altamente treinado, distinguindo-se pela facilidade para com treinos duros e extenuantes. Suas habilidades corporais o transformaram em figura impactante no cenário francês. Tornou-se campeão do regime na subida à corda (rope-climber). Entrou com facilidade na elite de bombeiros de combate a incêndios.
Em 1962, distinguiu-se mais uma vez pelo seu excelente desempenho no combate a um incêndio em garagens.